# キティオン
キティオン（古代ギリシア語：Κίτιον，ラテン語：Citium）は、かつてキプロス島南岸にあった小王国 (en) で、現在のキプロス共和国ラルナカ付近に存在した。紀元前13世紀頃に形成され、アクロポリスも作られていた。

## 歴史
キティオン小王国は紀元前13世紀頃形作られた。紀元前1200年から1000年頃に、装飾品や陶芸品、建物のデザインの変化などから大きな政治体制の変化があったと推測され、またこの頃アカエアからの初めてのギリシア人移住者がやって来たと思われる。銅の採掘のために初めてこの地に定住したのはミケーネ人で、その後2世紀ほどで消滅した。紀元前12世紀頃、町は大規模に再構築され、日干しレンガで作られていた城壁がキュクロープス様式のものに作りなおされた。紀元前1000年頃には宗教施設が放棄され、墓地の発掘研究から分かったことでは、生活の場所をそれら以外の地区に移していたようである。
文学作品の記述より、初期のフェニキア文明の影響を受けていたようで、紀元前10世紀はじめ頃にはティルスの支配を受けていたようである。ティルスから来たと思われるフェニキア商人はキティオンに定住し、政治的影響力も持った。彼らは紀元前850年より後、カタリ地区の聖域を再整備して利用した。
紀元前570年から545年にはエジプト人の支配下に入り、その後紀元前545年からはアケメネス朝ペルシアの支配下に入った。紀元前500年頃より後のキティオンの国王名は、フェニキアの文書や硬貨に刻印された文字などから知ることが出来る。
紀元前499年のイオニアの反乱では、キプロス島の他の小王国と共にペルシアに対抗した。その後、ペルシアの支配は紀元前332年まで続いている。同年、大地震により港が被災している。
紀元前312年、プトレマイオス1世がキプロス島を攻めフェニキア人のキティオン王を殺して神殿を焼いた。紀元前4世紀末には王制が廃止され、それまで信じられてきた宗教も廃止された。その後、プトレマイオス朝支配の後、キティオンでの硬貨鋳造はされなくなった。
紀元前58年、キプロスはローマ帝国のキュプルス属州となり、小カトーが総督として着任した。西暦76年と翌年、強い地震がこの地を襲った。322年と342年にも強い地震が襲い、この時にはサラミスやパフォスと共に甚大な被害を受けた。

## キティオン遺跡
現代以後、キティオン遺跡は1929年に初めてスウェーデン学術隊により発掘された。